# 1309
| [ Edytuj tabelę ]                          |                                                                                                |
| Książę Małopolski                          | - 1306 Władysław I Łokietek 1320                                                               |
| Książę Wielkopolski                        | - 1306 Henryk III głogowski 1309                                                               |
| Król Albanii                               | - 1301 Filip I 1332                                                                            |
| Współksiążęta Andory                       | - 1309 Ramon Trebailla 1326 - 1302 Gaston I 1315                                               |
| Król Angkoru                               | - 1307 Idradżajawarman 1327                                                                    |
| Król Anglii                                | - 1307 Edward II 1327                                                                          |
| Król Aragonii i Walencji, hrabia Barcelony | - 1291 Jakub II Sprawiedliwy 1327                                                              |
| Margrabia Brandenburgii                    | - 1293 Henryk I 1318 - 1304 Waldemar 1319                                                      |
| Książę Burgundii                           | - 1306 Hugo V 1315                                                                             |
| Książę Dolnej Bawarii                      | - 1290 Stefan I 1309 - 1290 Otton III 1312 - 1309 Otto IV 1334 - 1309 Henryk XIV Bawarski 1339 |
| Książę Górnej Bawarii                      | - 1294 Rudolf I 1317 - 1294 Ludwik III 1340                                                    |
| Cesarz Bizancjum                           | - 1282 Andronik II Paleolog 1328                                                               |
| Car Bułgarii                               | - 1300 Teodor Swetosław 1322                                                                   |
| Cesarz Chin                                | - 1308 Wuzong 1311                                                                             |
| Król Cypru                                 | - 1306 Amalryk z Tyru 1310                                                                     |
| Król Czech                                 | - 1307 Henryk Karyncki 1310                                                                    |
| Król Danii                                 | - 1286 Eryk Menved 1319                                                                        |
| Władca Egiptu                              | - 1299 An-Nasir Muhammad 1309 - 1309 Al-Muzaffar Bajbars 1310                                  |
| Cesarz Etiopii                             | - 1299 Uyddym Raad 1314                                                                        |
| Król Francji                               | - 1285 Filip IV Piękny 1314                                                                    |
| Hrabia Holandii                            | - 1304 Wilhelm III 1337                                                                        |
| Cesarz Japonii                             | - 1308 Hanazono 1318                                                                           |
| Kalif                                      | - 1302 Al-Mustakfi I 1340                                                                      |
| Król Kastylii i Leónu                      | - 1295 Ferdynand IV Pozwany 1312                                                               |
| Patriarcha Konstantynopola                 | - 1303 Atanazy I 1309                                                                          |
| Władca Korei                               | - 1308 Ch’ungsŏn 1313                                                                          |
| Wielki książę litewski                     | - 1295 Witenes 1316                                                                            |
| Cesarz Majapahitu                          | - 1293 Raden Wijaya 1309 - 1309 Dżajanegara 1328                                               |
| Sułtan Maroka                              | - 1308 Abu ar-Rabija 1310                                                                      |
| Książę Moskwy                              | - 1303 Jerzy Daniłowicz 1325                                                                   |
| Król Nawarry                               | - 1305 Ludwik I 1316                                                                           |
| Król Norwegii                              | - 1299 Haakon V Długonogi 1319                                                                 |
| Hrabia Palatynatu                          | - 1294 Rudolf I Wittelsbach 1317                                                               |
| Papież                                     | - 1305 Klemens V 1314                                                                          |
| Król Portugalii                            | - 1279 Dionizy I 1325                                                                          |
| Książę Rusi halickiej                      | - 1308 Andrzej II 1323 - 1308 Lew II 1323                                                      |
| Cesarz Rzymski (niemiecki)                 | - 1308 Henryk VII Luksemburski 1313                                                            |
| Książę Saksonii                            | - 1298 Rudolf I 1356                                                                           |
| Król Serbii                                | - 1282 Stefan Urosz II 1321                                                                    |
| Król Szkocji                               | - 1306 Robert I 1329                                                                           |
| Król Szwecji                               | - 1290 Birger I Magnusson 1318                                                                 |
| Sułtan Turków                              | - 1299 Osman I 1324                                                                            |
| Doża Wenecji                               | - 1289 Pietro Gradenigo 1311                                                                   |
| Król Węgier                                | - 1308 Karol Robert 1342                                                                       |
| Wielki mistrz zakonu krzyżackiego          | - 1302 Siegfried von Feuchtwangen 1310                                                         |

Rok 1309 / MCCCIX
stulecia: XIII wiek ~
XIV wiek ~
XV wiek

lata: 1299 «
1304 «
1305 «
1306 «
1307 «
1308 «
1309
» 1310
» 1311
» 1312
» 1313
» 1314
» 1319

## Wydarzenia w Polsce
- Luty – Krzyżacy zajęli Tczew.
- 30 kwietnia – Nowogard uzyskał prawa miejskie.
- Lipiec – Krzyżacy zdobyli Świecie.
- 13 września – w Myśliborzu  Krzyżacy zawarli układ z Brandenburgią, na mocy którego zakupili za 10 tysięcy grzywien fikcyjne prawa do Pomorza Gdańskiego, uzyskane przez Brandenburgię od Wacława III.
- 14 września – Siegfried von Feuchtwangen przeniósł stolicę krzyżackiego państwa zakonnego z Wenecji do Malborka.
- 8 listopada – w Mochach zbuntowani chłopi spalili tutejszy dwór wraz z wieleńskim opatem Piotrem oraz kapłanem Bernardem, diakonem Janem i plebanem Andrzejem. Z rąk chłopstwa zginął wówczas także młody chłopiec o imieniu Urban. Przyczyną buntu mieszkańców wsi przeciwko zakonnikom było odejście cystersów od reguł zakonnych, szczególnie tych dotyczących ubóstwa. Wydarzenia te zostały wykorzystane przez Teodora Parnickiego, który w 1963 roku oparł na nich swoją powieść „Tylko Beatrycze”.

- Pomorze Gdańskie stało się wieczystą jałmużną zakonu krzyżackiego.
- Puck we władaniu Krzyżaków.

## Wydarzenia na Świecie
- 5 maja – Robert I został królem Neapolu.

- Papież Klemens V przenosi stolicę papiestwa do Awinionu. Początek „Niewoli Awiniońskiej” papieży.

## Urodzili się
- 9 czerwca – Ruprecht I Wittelsbach, palatyn reński (zm. 1390)[1]

## Zmarli
- 4 stycznia – Aniela z Foligno, włoska tercjarka franciszkańska, mistyczka, święta katolicka (ur. ok. 1248)
- 19 lutego – Bogusław IV, książę pomorski (ur. 1254/1255)
- 19 maja – Augustyn Novello, włoski augustianin, błogosławiony katolicki (ur. 1240)
- 9 grudnia – Henryk III głogowski, książę głogowski, pretendent do polskiej korony (ur. 1251/1260)

- data dzienna nieznana:
  - James of Saint George, architekt pochodzenia francuskiego, który zaprojektował na zlecenie króla Anglii Edwarda I zamki tworzące tzw. "żelaznego kręgu zamków walijskich" (ur. ok. 1230)
  - Raden Wijaya, cesarz i założyciel Majapahitu (ur. ?)